# Avril Lavigne
Avril Ramona Lavigne (pronunciación en francés: /avʁil laviɲ/; Belleville, Ontario, 27 de septiembre de 1984) es una cantante y compositora canadiense. Críticos de revistas como Billboard la denominan «la Princesa del Pop Punk». Comenzó su carrera musical en diciembre de 2000, cuando después de una presentación en una librería, despertó el interés del productor L. A. Reid y firmó para Arista Records. Ha lanzado siete álbumes de estudio; Let Go (2002), Under My Skin (2004), The Best Damn Thing (2007), Goodbye Lullaby (2011), Avril Lavigne (2013), Head Above Water (2019), y Love Sux (2022). Lavigne ha vendido sesenta y dos millones de álbumes, y ochenta y cuatro millones de sencillos en todo el mundo, teniendo seis sencillos número uno mundialmente: «Complicated», «Sk8er Boi», «I'm with You», «My Happy Ending», «Girlfriend» y «What The Hell». Sus influencias transitan por los caminos del power pop y el punk rock. Avril es también, según Forbes, una de las celebridades jóvenes más ricas del mundo, conociéndole en 2010 una fortuna estimada en más de 100 millones de dólares y ha sido condecorada con una estrella en el paseo de la fama de Hollywood en 2022.
En una encuesta creada por la revista Rolling Stone para elegir las cien mejores canciones y álbumes entre los años 2000 y 2009, la canción «Complicated» y el álbum Let Go obtuvieron la octava y cuarta posición, respectivamente. La cantante es también poseedora del récord Guinness como la cantante femenina más joven en llevar un álbum debut a las listas de popularidad del Reino Unido, con 18 años, el 11 de enero de 2003, ya que estuvo 18 semanas en el número uno de dicha lista, con su álbum Let Go. Este álbum estuvo también en la posición 162 de la lista de los mejores álbumes del Salón de la Fama del Rock.
Según la revista Billboard, Lavigne se encuentra en la lista de los cien artistas más populares de la década del 2000 en los Estados Unidos, ubicándose en la posición 27. Junto con su carrera musical, Lavigne prestó su voz a un personaje animado de la película Vecinos invasores (2006), e hizo su debut como actriz en pantalla en la cinta Fast Food Nation (2006).

## Primeros años
Avril Lavigne proviene de una familia cristiana de clase media. Es hija de John y Judy Lavigne, ambos de origen franco-canadiense, nació el 27 de septiembre de 1984 en Belleville, Ontario, pero pocos meses después se mudaron a Napanee, también en Ontario. Cantaba canciones de género góspel y country. Unos años después, Avril se dedicó a cantar en ferias. Cuando creció, aprendió a tocar la guitarra sin ayuda.
En 1998, con trece años de edad, ganó un concurso de canto patrocinado por una radio local, obteniendo la oportunidad de compartir el escenario con la cantante Shania Twain. Avril se presentó por primera vez frente a un público de aproximadamente 20 000 personas. Poco después contrató a su primer mánager, Cliff Fabri, quien notó su talento cuando tenía catorce años y realizaba una presentación en una librería en Canadá.

## Carrera

### 2002-2003:Let Go
En noviembre del año 2000, cuando Lavigne tenía dieciséis años, firmó un contrato con el mánager Ken Krongard de Artists and Repertoire (A&R), una empresa encargada a descubrir nuevos talentos asociada a Arista Records. Este invitó al director de Arista, Antonio «L.A.» Reid, al estudio del productor musical Peter Zizzo en Manhattan para observar una presentación en vivo de Lavigne. Fueron 15 minutos de audición con los cuales Reid quedó «muy impresionado», por lo que inmediatamente contrató a Lavigne para Arista bajo un acuerdo de 1,25 millones de dólares por dos álbumes y un extra de 900 mil dólares para adelantar la publicación.
Por entonces, Lavigne había notado que se encontraba naturalmente cómoda con su imagen de «chica skater de preparatoria» —lo cual reflejó en su primer álbum— pero aunque disfrutaba el skateboarding, se sentía insegura respecto a la escuela. Por lo que incentivada después de haber firmado un contrato de grabación, decidió abandonar los estudios para concentrarse en su carrera musical. Sin embargo, aún tenía que informárselo a sus padres: «No iba a dejarlo [el contrato] de lado. Ha sido mi sueño toda la vida. Ellos sabían lo mucho que quería esto y lo que me he esforzado».
Reid le dio a Joshua Sarubin la responsabilidad de vigilar el progreso de Lavigne y la grabación de su álbum debut. Pasaron varios meses en Nueva York trabajando con diferentes músicos, tratando de forjar un sonido individual para Lavigne. Sarubin comentó a HitQuarters que por un tiempo lucharon por encontrar su sonido, y aunque las primeras colaboraciones con coautores como Sabelle Breer, Curt Frasca y Peter Zizzo, resultaron en buenas canciones, aún no lograban hacer encajar su imagen con su voz. Fue solo cuando Lavigne viajó a Los Ángeles en mayo de 2001 y escribió con el grupo de compositores The Matrix dos canciones —incluyendo «Complicated»— que la discográfica sintió que ella había logrado un avance significativo. Lavigne a partir de ese momento trabajó con The Matrix y también con el cantautor Cliff Magness. La grabación terminó en enero de 2002.

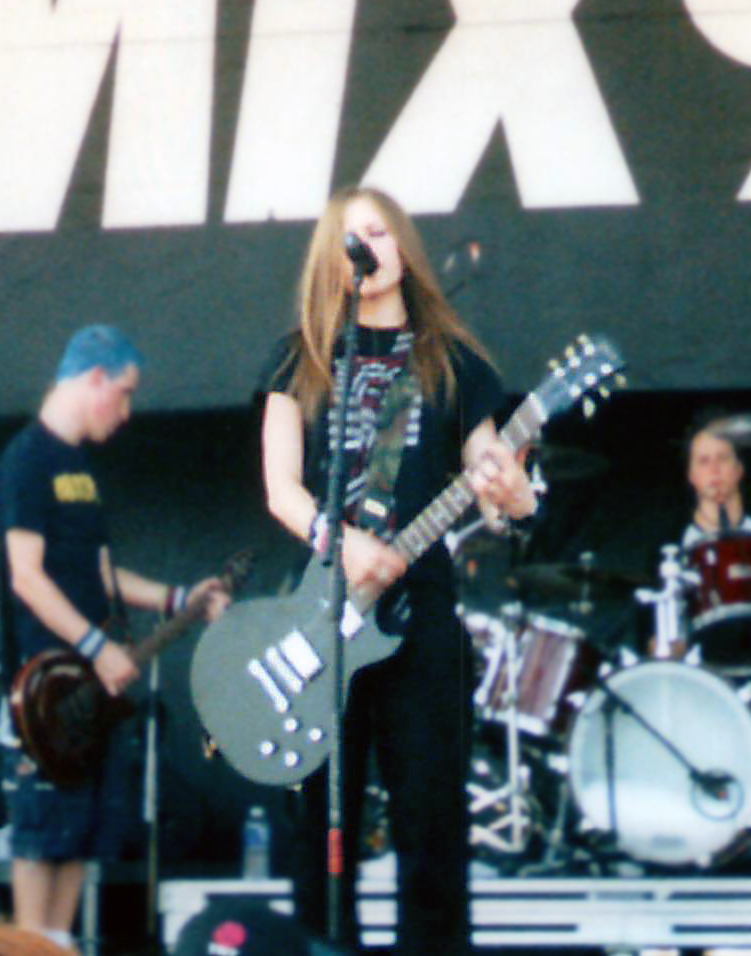
Lavigne presentándose en 2002.

Lavigne lanzó Let Go el 4 de junio de 2002 en Estados Unidos y logró la segunda posición del conteo Billboard 200. Llegó al número en las listas de Australia, Canadá y Reino Unido, donde se convirtió —a sus 17 años— en la solista femenina más joven en llevar un álbum a esa posición. A finales de 2002, Let Go fue certificado con cuádruple disco de platino por la RIAA, dejando a Lavigne como la artista femenina con más ventas en 2002 y con el álbum debut más vendido del año. En mayo de 2003, tras venderse más de 1 000 000 de copias en Canadá, fue certificado con disco de diamante por la CRIA. Hasta febrero de 2021, el álbum ha vendido más de 24 millones de copias en todo el mundo, incluyendo más de 6 millones solo en Estados Unidos, por lo que la RIAA lo certificó seis veces con disco de platino.

No estoy abrumada, porque me siento como si hubiese estado preparada para ello. Toda mi vida esto es lo que he querido, lo que he soñado, y sabía que esto iba a suceder. He estado cantando desde que era muy pequeña y he deseado esto tanto, que me decía a mí misma que lo lograría.
Avril Lavigne

La canción «Complicated» llegó al número uno en Australia y al puesto número dos en Estados Unidos. Además, logró ser uno de los sencillos más exitosos de Canadá en 2002 y obtuvo el lugar ochenta y tres en la lista Hot 100 singles of the decade de Billboard. Los subsecuentes temas, «Sk8er Boi» y «I'm with You», entraron dentro de los diez sencillos más vendidos de Estados Unidos. Debido a estos éxitos, Lavigne llegó a ser la segunda artista de la historia en colocar tres canciones —de un álbum debut— en el número uno del Billboard Top 40 Mainstream.
Lavigne obtuvo varios premios y nominaciones gracias a estos trabajos. Por el vídeo musical «Complicated», ganó el premio Mejor artista nuevo en los MTV Video Music Awards de 2002. En 2003, ganó cuatro premios Juno de un total de seis nominaciones, recibió un premio World Music en la categoría de cantante canadiense con más ventas mundiales, y fue nominada para ocho premios premios Grammy, incluyendo las categorías Mejor artista nuevo y Canción del año (por «Complicated»).
Debido a su éxito, Lavigne realizó numerosas apariciones públicas. En 2002, hizo un cameo en el vídeo musical «Hundred Million» de la banda de pop punk Treble Charger. En marzo de 2003, cubrió la portada de la revista musical Rolling Stone. En mayo, interpretó «Fuel», tributo a Metallica. Durante su primera gira, Try to Shut Me Up Tour, Lavigne realizó una versión de la canción «Basket Case» de Green Day. En el mundo de los videojuegos, Lavigne fue incluida en la versión de 2003 de Los Sims: Superstar, como una celebridad, cuyo personaje virtual no es elegible para jugar.
My World
Es el primer DVD de un concierto de Lavigne. Fue grabado en Buffalo, Nueva York, el 18 de mayo de 2003, durante la última noche de su gira Try to Shut Me Up. Ha vendido más de 70.000 copias en Canadá y fue siete veces certificado con disco de platino. En Brasil, llegó a la cima de las listas y —según ABPD— registró más de 50.000 ejemplares vendidos, lo cual le valió un disco de platino de la RIAA, por ser el noveno DVD más vendido en 2003.
My World contiene todas las canciones de Lavigne hasta ese momento, además de otras nuevas y las versiones: «Fuel» de Metallica, «Knockin' on Heaven's Door» de Bob Dylan y «Basket Case» de Green Day. El DVD contiene 68 minutos de concierto, así como escenas detrás de bastidores de la gira por 24 ciudades de Estados Unidos, Europa y Japón. Este álbum de vídeo fue el más vendido hasta entonces por la discográfica BMG y el cuarto ese año en todo el mundo, de acuerdo a IFPI.

### 2004-2006:Under My Skin

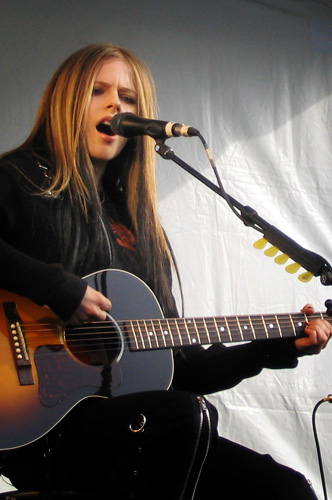
Lavigne en Burnaby durante su tour promocional para Under My Skin en 2004.

Su segundo álbum de estudio, Under My Skin, salió a la venta internacionalmente en mayo de 2004. Se caracteriza por pistas melódicamente más elaboradas en comparación con el álbum Let Go y por sus letras sentimentales. Lavigne escribió la mayoría de las canciones con la cantautora canadiense Chantal Kreviazuk, Evan Taubenfeld y algunos temas con Ben Moody (exguitarrista de Evanescence). Buscando un sonido más personal, la cantante concluyó la participación de los productores The Matrix —con quienes había grabado su primer álbum— y esta vez la producción estuvo a cargo de Raine Maida (esposo de Kreviazuk y vocalista de Our Lady Peace), Butch Walker y Don Gilmore.
Lavigne realizó una gira llamada Live and By Surprise Mall Tour —conocida simplemente como Mall Tour— por centros comerciales de veintisiete ciudades de Estados Unidos y Canadá con fin de promover el álbum. Cada presentación era anunciada solo 48 horas antes y consistía de un set acústico corto de las canciones de su nuevo álbum.
Del álbum se extrajeron cuatro sencillos: «Don't Tell Me», «My Happy Ending», «Nobody's Home» y «He Wasn't». A pesar del éxito moderado de todos ellos, «My Happy Ending» se convirtió en el primer y único sencillo del álbum número uno de la lista Pop Songs de Estados Unidos.
El álbum debutó en el número uno de más de diez países. Una semana después de su lanzamiento, fue certificado con disco de platino en Japón, obtuvo el primer lugar en ventas en Reino Unido y se ubicó en el primer lugar del Billboard 200, además de lograr vender más de tres millones de copias en Estados Unidos, por lo que fue certificado con triple disco de platino por la RIAA. Internacionalmente, este álbum ha vendido desde entonces más de 18 millones de copias.

Este disco prueba definitivamente que soy una cantautora y la gente no puede negar eso, porque cada canción viene de una experiencia personal y hay muchas emociones en ellas.
Avril Lavigne

El primer sencillo, «Don't Tell Me», fue lanzado en marzo de 2004. Disfrutó de un éxito comercial especialmente en Europa, donde lideró listas. Los posteriores lanzamientos, «My Happy Ending» y «Nobody's Home» —lanzados en agosto y diciembre de 2004, respectivamente—, fueron certificados con disco de platino. La última canción del álbum, titulada «Slipped Away» trata acerca de la muerte del abuelo de Avril. El cuarto y último sencillo del disco, «He Wasn't», se lanzó en abril de 2005.
Debido a estos trabajos, Lavigne ganó numerosos premios alrededor del mundo, incluyendo dos premios MTV, dos premios World Music como Mejor Intérprete Pop-rock y Mejor Artista Canadiense, un premio Kids Choice Awards por "Cantante femenina favorita", recibió cinco nominaciones a los premios Juno y ganó las categorías Intérprete del Año, Favorita del Público y Mejor Álbum Pop por Under My Skin.
Dentro de otros acontecimientos en ese año, Lavigne participó del Fashion Rocks y realizó una versión de «Iris» de Goo Goo Dolls, la cual interpretó junto a John Rzeznik, el líder de la agrupación.
 También apareció en la portada de la revista Maxim. Además, Lavigne incursionó en la composición de bandas sonoras con la canción «SpongeBob SquarePants Theme» para Bob Esponja: La Película y otra canción suya —la cual escribió originalmente en 2001—, llamada «Breakaway», fue grabada por Kelly Clarkson para la película Diario de una princesa 2. Debido al éxito de la canción, Clarkson la lanzó como sencillo principal de su segundo álbum, titulado justamente Breakaway.

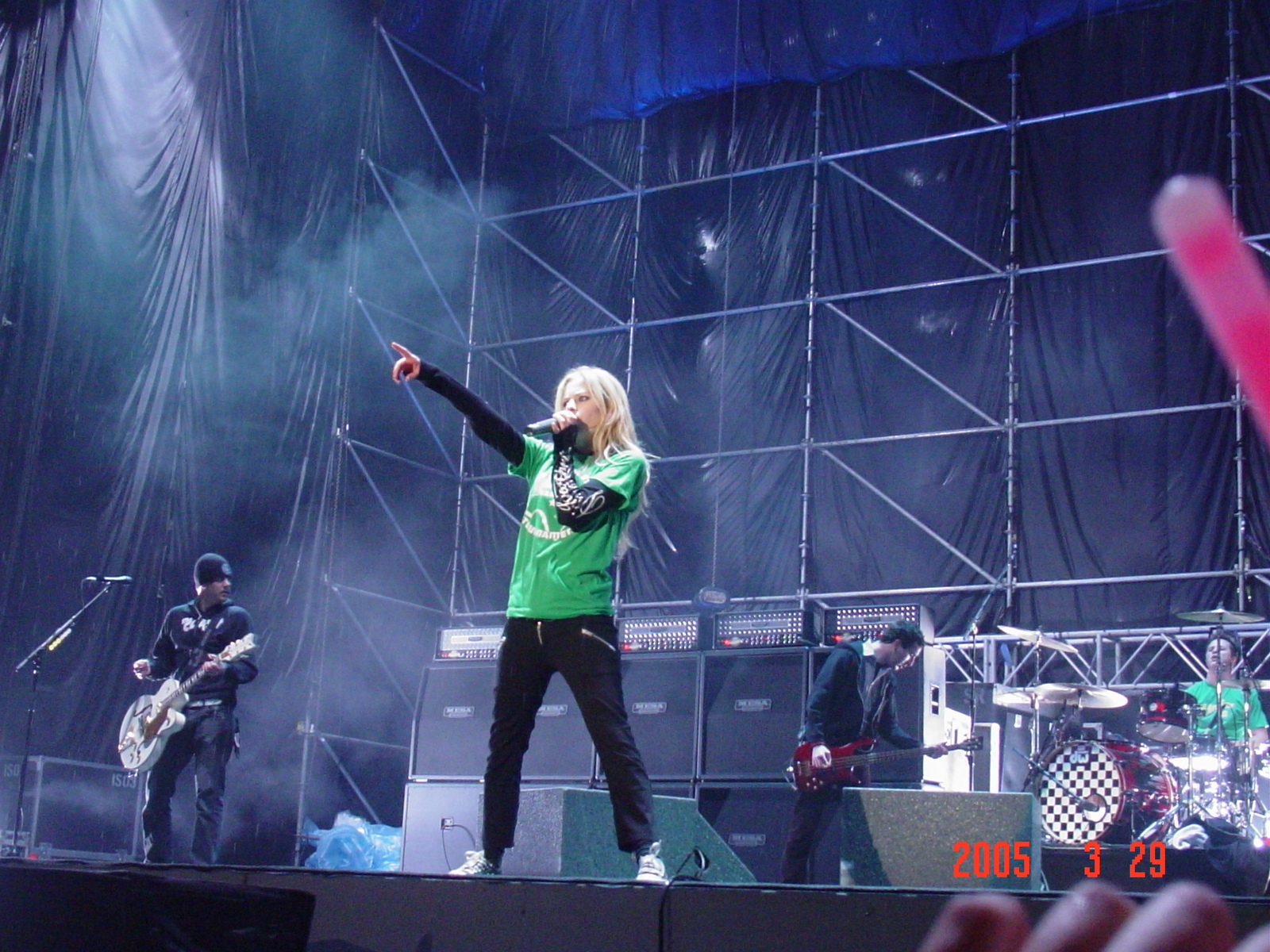
Lavigne en 2005 durante una presentación en Taiwán.

En 2004, Lavigne se embarcó en la gira mundial llamada The Bonez Tour con la cual recorrió todos los continentes del mundo, y estuvo dividida en dos partes: la primera transcurrida durante 2004 y denominada Bonez Tour 2004 - Eyes, la segunda parte empezó en 2005 y fue llamada Bonez Tour 2005. Fue en esta última que Lavigne pasó por primera vez por Iberoamérica y España. Durante esta misma parte, una presentación fue grabada y lanzada como DVD posteriormente, el 7 de diciembre de 2005, bajo el título Live at Budokan: Bonez Tour. Este estuvo disponible solo para Japón, donde fue certificado con disco de oro.

### 2007-2008:The Best Damn Thing

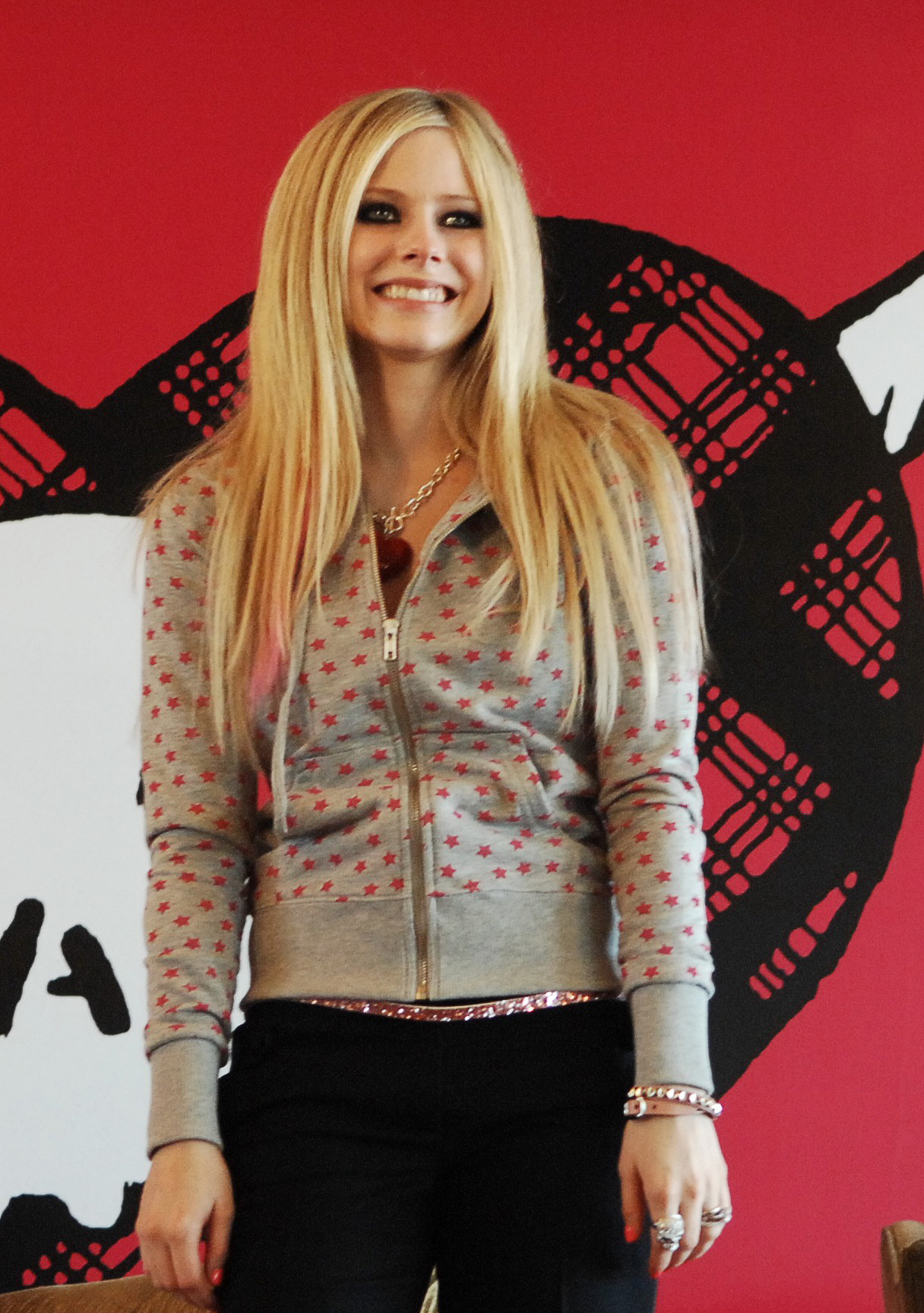
Lavigne en Hong Kong durante una conferencia de prensa, 2007.

Su tercer álbum, titulado The Best Damn Thing, salió a la venta el 17 de abril de 2007, bajo el sello RCA Records. Se caracteriza por un sonido más animado. Ha sido mucho más difundido y aceptado por un público objetivo diferente al que solía llegar. Según Lavigne, quería hacer algo «alegre, divertido, más seguro, energético» y diferente a lo que había grabado hasta ese momento, abandonando el estilo «sombrío» de Under My Skin por una mezcla de glam rock y pop punk. Lavigne escribió la mayoría de las canciones junto con Lukasz Gottwald, Butch Walker y Evan Taubenfeld. La producción estuvo a cargo de Dr. Luke, Rob Cavallo, Walker, Lavigne y su entonces esposo Deryck Whibley.
Durante todo 2007, Lavigne realizó varias presentaciones alrededor del mundo, comenzado con una pequeña gira promocional no oficial de The Best Damn Thing en Calgary. Además, también interpretó tres conciertos especiales en México y se presentó en diversos festivales de verano en Europa y Asia, incluyendo lugares como Roma, Rusia y por primera vez China.
Para este álbum se lanzaron oficialmente cuatro sencillos: «Girlfriend», «When You're Gone», «Hot» y «The Best Damn Thing». De entre estas canciones, sobresalió «Girlfriend», la cual se ubicó inmediatamente en el número uno de las principales listas musicales y fue un éxito mundial, siendo considerado como uno de los mayores éxitos de Lavigne.
El álbum llegó al número uno en más de doce países, incluyendo Canadá, Estados Unidos, Japón y Reino Unido. Tan solo en Asia vendió más de 2 millones de copias y fue certificado con disco de diamante en Japón. En Estados Unidos debutó en el N.º 1 del Billboard 200 y recibió disco de platino. Fue el 4.º álbum más vendido alrededor del mundo en 2007. Desde su lanzamiento, más de 12 millones de copias se han vendido internacionalmente.

The Best Damn Thing es rápido, divertido, joven, malcriado, agresivo, íntimo, arrogante de una manera lúdica... todas las cosas buenas.
Avril Lavigne

«Girlfriend» fue grabada con versiones del estribillo en ocho idiomas diferentes: alemán, español, francés, inglés, italiano, japonés, mandarín y portugués. Fue certificada por IFPI como la canción más descargada de internet durante 2007, al vender 7.3 millones de copias. «Girlfriend» llegó al número 1 en Australia, Canadá, Italia, Japón y encabezó el Billboard Hot 100, convirtiéndose en el primer sencillo de Lavigne en llegar a la primera posición en esta lista. Además, ingresó en la lista "Hot 100 Singles of the Decade" en el puesto número 94.
La canción «When You're Gone», llegó al n.º 3 en Reino Unido y al Top 5 en Australia e Italia. El tercer sencillo, «Hot» fue el de menor éxito en Estados Unidos, llegando solo al puesto 95 del Billboard. Mientras, «Keep Holding On», compuesto originalmente como banda sonora para la película épica Eragon, fue lanzado como sencillo el 17 de noviembre de 2006 y sin vídeo, ni promoción alguna llegó al N.º 1 en Canadá y al puesto 17 en Estados Unidos, por lo que posteriormente fue incluido en The Best Damn Thing.
Por estos trabajos, Lavigne ganó dos premios World Music por «Artista canadiense con más ventas mundiales» y «Mejor artista femenina pop/rock del mundo». Además, obtuvo sus primeros dos MTV Europe Music Awards, recibió un Teen Choice Awards por «Summer Single», y fue nominada para cinco premios Juno. En julio de 2008, el videoclip de «Girlfriend» fue el más visto de YouTube, rompiendo el récord de ser el primer vídeo en llegar a más de 100 millones de reproducciones.
Dentro de otros acontecimientos de esta época, Lavigne interpretó su canción «Who Knows», en febrero de 2006, durante la ceremonia de clausura de las "Olimpiadas de invierno en Turín". Su sencillo «Keep Holding On» fue la banda sonora de la película Eragon (2006). Además, interpretó «Imagine» en una colaboración para el álbum Instant Karma: The Campaign to Save Darfur, una regrabación de los mejores temas de John Lennon, con los mejores artistas de la época actual. A mediados de 2007, fue caracterizada en una novela gráfica llamada «Avril Lavigne's Make 5 Wishes», la cual trata de una chica tímida llamada Hana, quien conoce a su heroína —Avril Lavigne— y aprende a superar sus miedos. El 18 de octubre, realizó una presentación en los premios "MTV Latinoamérica 2007", donde ganó las categorías «Mejor artista pop internacional» y «Mejor canción» por «Girlfriend».

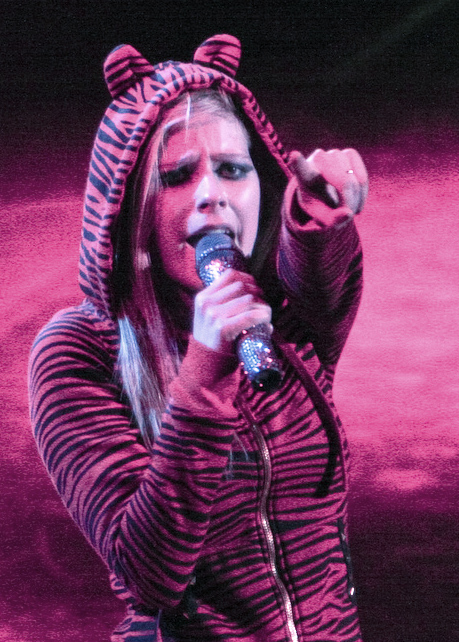
Lavigne presentándose en Beijing, 2008.

En diciembre de 2007, Lavigne, con ingresos anuales de $12 millones, fue incluida por la revista Forbes dentro del «Top 20 Earners Under 25», una lista de las 20 celebridades más adineradas con menos de 25 años de edad. En marzo de 2008, apareció por segunda vez para la portada de la revista Maxim y fue considerada una de las mujeres más sensuales del mundo. Pero su principal logro fue lanzar uno de sus mayores proyectos, Abbey Dawn, su propia marca de ropa: blusas, faldas, casacas, accesorios y otras prendas.
En 2008, Lavigne se embarcó en una nueva gira mundial, esta vez llamada «The Best Damn Tour». En Malasia, el partido islámico de la oposición, intentó prohibir el concierto, alegando que su movimiento en el escenario era «demasiado sexy» y promovía valores incorrectos en los jóvenes. Sin embargo, el espectáculo fue, finalmente, aprobado por el gobierno. En una carta que envió a sus fanes confirmó que no habría más fechas, por lo que no fue a Latinoamérica (exceptuando los 3 conciertos ofrecidos en México como parte de la promoción del álbum, el año anterior). Tampoco volvió a España, donde se canceló su único concierto, durante la coyuntura de una huelga de camioneros, pero sin aclararse oficialmente el motivo. El tour recaudó más de 50 millones de dólares mundialmente.
The Best Damn Tour - Live in Toronto

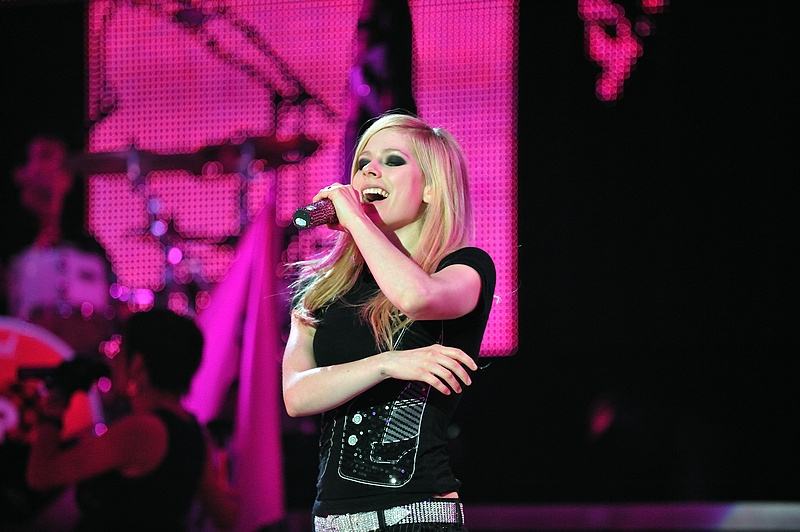
Lavigne durante un concierto de su «Tour The Best Damn World» en 2008.

Mientras Lavigne aún seguía con su gira The Best Damn World Tour, salió a la venta este álbum de vídeo grabado durante un concierto en el Air Canada Centre de Toronto (Canadá), el 7 de abril de 2008. Fue lanzado el 5 de septiembre en Europa y el 9 de septiembre en Norteamérica. Este DVD, dirigido por Wayne Isham, contiene tiene 20 canciones de sus tres álbumes de estudio, además de dos cóvers: «Bad Reputation» de "Joan Jett and The Blackhearts" y «Hey Mickey» de Toni Basil, en el cual Lavigne aparece tocando la batería.
Este álbum fue precedido por un EP acústico titulado Control Room - Live EP y fue lanzado el 15 de abril de 2008 como descarga digital. El material de grabación corresponde a un concierto en The Roxy Theatre en Los Ángeles, e incluye canciones de los tres álbumes de estudio publicados hasta ese momento.
Salida de Nettwerk
Según el sitio web de Billboard, Lavigne dejó la empresa Nettwerk en diciembre de 2008. Atribuyendo a la compañía el bajo número de ventas de The Best Damn Thing, en comparación con sus otros álbumes. Nettwerk, junto con Terry McBride, exproductor de Lavigne, administraba su carrera desde 2002, año de su primer lanzamiento, Let Go.
En noviembre de 2010, después de que otros artistas dejaron también la empresa, McBride se pronunció al respecto: «La industria de la música ha estado en recesión desde hace 11 años. (...) Ella [Lavigne] se mudó a Los Ángeles y al final del día quería un agente en la sede [de Nettwerk] de esa ciudad que pudiese llegar a su casa con un aviso de una hora. Lo acepté. [Pero] yo no creo necesariamente que eso haga a un agente mejor.» Dijo McBride al canal CTV y finalizó: «Avril no ha lanzado un álbum desde que dejó Nettwerk, y se cumplieron dos años en 2010. ¿Sabes?, eso hace que me pregunte,(...) ¿la estrategia fue correcta.? Si hay una cosa en que Nettwerk es excelente, es en estrategia.»

### 2009-2012:Goodbye Lullaby
Solo un mes después de finalizar la gira The Best Damn Tour, en noviembre de 2008, Lavigne comenzó a grabar la canción «Black Star», escrita para promocionar su primera fragancia. En julio de 2009, ya nueve temas habían sido grabados para su nuevo álbum, incluyendo las canciones «Push», «Everybody Hurts» y «Darlin». Varias de estas canciones, fueron escritas durante la adolescencia de Lavigne. «Darlin» fue la segunda canción que Avril escribió, cuando vivía en Napanee, Ontario a la edad de 15 años. Lavigne describió el álbum como «la vida». Ella declaró: «Me resulta muy fácil escribir una canción pop ensañándose con los chicos, pero ponerme a escribir sinceramente sobre un tema muy cercano, algo por lo que haya pasado en persona, es totalmente diferente».
El lanzamiento del álbum fue retrasado numerosas veces. Originalmente, iba a ser lanzado en noviembre de 2009. En enero de 2010, Lavigne trabajó con diseños de ropa de Disney inspirados en el largometraje Alicia en el país de las maravillas de Tim Burton. Grabó una canción para su banda sonora, «Alice», que se reproduce en los créditos finales de la película y se incluyó en el álbum de la banda sonora Almost Alice.
En agosto de 2010, Lavigne contrajo faringitis estreptocócica. A pesar de la advertencia de su doctor, Lavigne siguió grabando "No tenía permitido cantar por las últimas cuarenta y ocho horas porque podría ocasionar daño permanente a las cuerdas vocales. Mi doctor me dijo que no lo haga, pero hoy canté". Ella reveló que "estaba probando cosas nuevas" y que estaba "explorando". También añadió que tenía suficiente material como para dos discos. En octubre de 2010, Lavigne reveló que había terminado con Goodbye Lullaby luego de dos años y medio de trabajo. Sin embargo, en noviembre, anunció en un mensaje en su Facebook oficial que el álbum había estado terminado por un año, citando a su compañía discográfica como la responsable de los retrasos del álbum.
Su álbum debutó en la posición número tres del Digital álbum En Billboard EUA. Lavigne estrenó el primer sencillo en el programa de año nuevo Dick Clark's New Year's Rockin' Eve el 31 de diciembre durante un segmento pregrabado en el cual también cantó su hit Girlfriend. Al otro día, What The Hell estuvo disponible como descarga gratuita durante 48 horas en el Facebook oficial de Lavigne.

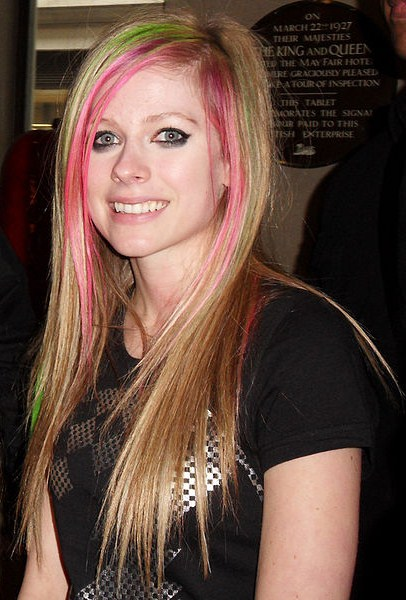
Lavigne en 2011.

El 8 de marzo de 2011, fue lanzado Goodbye Lullaby, cuarto álbum de Lavigne, el cual debutó en el top 10 de más de 20 países y lleva vendido alrededor de 3.5 millones de copias mundialmente. Cuenta con producción de Deryck Whibley (su exmarido), Max Martín, Butch Walker y ella misma quien por primera vez produjo y escribió 2 canciones totalmente sola '4 Real' y 'Goodbye'. Durante la promoción del álbum en Estados Unidos Lavigne hizo un cover de la canción "Tik Tok" de la cantante Ke$ha.
Hasta el momento se han extraído los sencillos «What The Hell», «Smile» y «Wish You Were Here» producidos por Max Martín. Tras solo 4 meses de promoción, Lavigne se embarcó en su cuarta gira mundial 'The Black Star Tour' con la cual recorrió Canadá, Europa, Asia y Sudamérica. Debido a la fuerte catástrofe en Japón su tour totalmente vendido tuvo que ser pospuesto para 2012. Fue la primera vez en que Lavigne no realizó conciertos en los Estados Unidos debido a las bajas ventas de su álbum en el país.
El álbum debutó en la cuarta posición del Billboard 200, vendiendo 87 000 copias esa semana. Hasta marzo de 2013, ha vendido cerca de 400.000 copias en los Estados Unidos, donde no obstante se convirtió en el álbum menos exitoso de la cantante. El 10 de marzo de 2011, Goodbye Lullaby debutó en el número 2 de la Japanese Oricon Albums Chart vendiendo 135 410 copias esa semana y posteriormente siendo certificado con disco de platino en Japón. El álbum se convirtió en el decimotercero más vendido del año en dicho país, con 368 483 copias solo en 2011. También fue la segunda artista extranjera en ventas, después de Lady Gaga con su álbum Born This Way. "Goodbye Lullaby" fue posicionado en el lugar #32 de los álbumes más vendidos del año, según los "World Wide Year Charts". y #115 en los "Bilboard 200 Albums" de final de año.
Lavigne estrenó su tercer vídeo de Goodbye Lullaby, «Wish You Were Here» el 9 de septiembre y lanzado oficialmente en radios y charts a mediados de noviembre. La cantante presentó por primera vez este tema, al igual que «Smile» y «Push», en su primer recital en Hong Kong que dio a principios del año 2011. También grabó una versión acústica en Wallmart Soundchek.

### 2013-2015:Avril Lavigney The Avril Lavigne Tour
Tres meses después del lanzamiento de Goodbye Lullaby, Lavigne anunció que ya había comenzado a trabajar en su quinto álbum de estudio. Explicó que el nuevo álbum sería musicalmente lo opuesto al anterior; Comentó que «Goodbye Lullaby fue más suave, pero el próximo será pop y más divertido. Ya tengo una canción que sé que será un sencillo, solo tengo que volver a grabarla» declaró. A finales del mismo año, Lavigne confirmó que se había mudado a Epic Records, discográfica actualmente encabezada por L.A. Reid.
En octubre de 2011, Lavigne contó en una entrevista con Virgin Radio 96 que iba a comenzar la producción del álbum en enero de 2012; También en ese año se confirmó que está trabajando con el dúo de productores musicales The Runners en su próximo álbum. Se espera que el quinto álbum de Lavigne sea lanzado en 2013, debido a que ella ha mencionado que desea lanzarlo en una fecha próxima. Sin embargo, ninguna fecha de lanzamiento ha sido confirmada por la cantante o por su sello discográfico. En una entrevista en enero de 2012, contó que su próximo álbum «tendrá un pequeño parecido a Let Go» y que «mostrará mucho su voz y tendrá diversas colaboraciones en él». Sobre las influencias musicales, comentó que había «estado escuchando algunas bandas inglesas».
En abril de 2012, Lavigne confirmó que «finalmente» terminó de trabajar en su próximo disco, pero que tomará un pequeño descanso antes de emprender «[su] nuevo camino artístico». El 17 de agosto del mismo año comenzó a trabajar en la finalización de su quinto álbum, iniciando el proceso de mezclas, improvisaciones y coros antes de terminar completamente la producción a los dos días posteriores, el 19 de agosto.
Lavigne confirmó en octubre de 2012 en una famosa revista japonesa que aportará dos canciones para la película de animación One Piece Film: Z, basada en el popular manga japonés One Piece. Las canciones son «Bad Reputation» de Joan Jett y «How You Remind Me» de Nickelback. La película se estrena en cines japoneses el 15 de diciembre de 2012. El 18 de octubre, Sony Music Japón confirmó que el nuevo álbum de Lavigne se fijó para ser lanzado en la primavera de 2013.

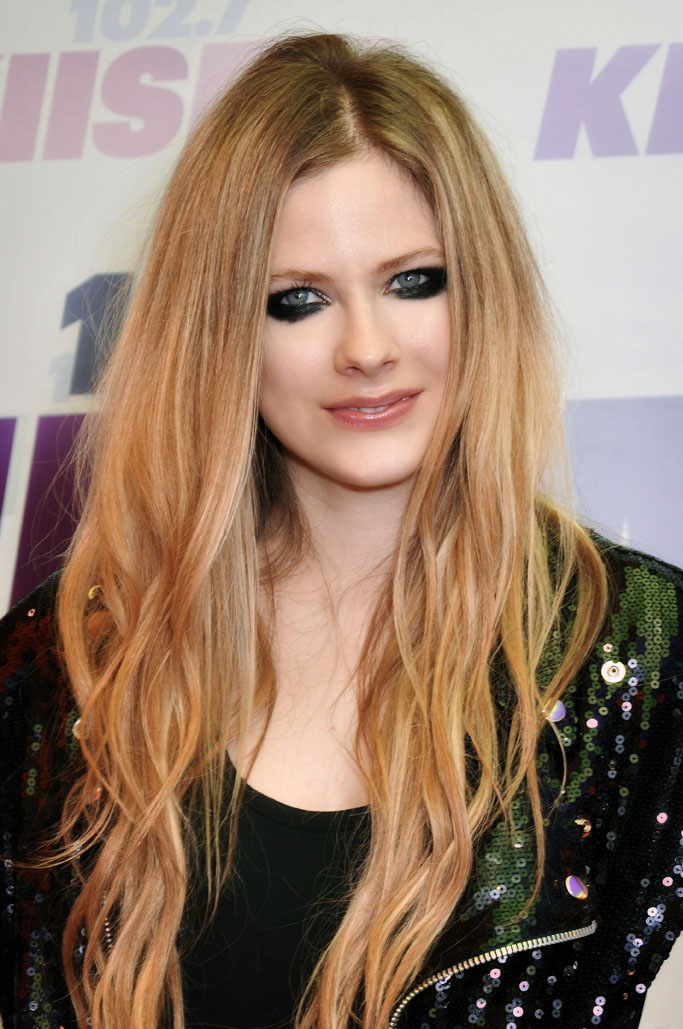
Lavigne en 2013.

El 8 de febrero de 2013, Lavigne anunció que el primer sencillo del próximo álbum se llamará «Here's to Never Growing Up». La canción fue producida por Martin Johnson de la banda Boys Like Girls. El 9 de abril lanzó el sencillo y fue número uno en iTunes en más de 20 países. «Here's to Never Growing Up» debutó en la posición treinta y cuatro del Billboard Hot 100, con 92 mil descargas digitales y debutó en la ubicación diecisiete en el Canadian Hot 100. El 25 de abril, presenta una nueva canción llamada «17», la cual pertenece a su quinto álbum de estudio. El segundo sencillo del próximo álbum fue «Rock n Roll» alcanzó el número treinta y siete en Canadá y el número noventa y uno en la estadounidense Billboard Hot 100, adicionalmente debutó en las listas de Japón y Corea del Sur, alcanzando el número cinco y el primer lugar, respectivamente. Antes del lanzamiento del álbum publicó el tercer sencillo «Let Me Go» en colaboración con Chad Kroeger el 15 de octubre de 2013, tema que alcanzó la posición doce y setenta y ocho en las listas Hot 100 de Canadá y Estados Unidos.
Finalmente, el nuevo disco de homónimo Avril Lavigne se estrenó el 5 de noviembre de 2013, en Canadá, recibió la certificación de oro y recibió una nominación al álbum pop del año en los Juno Award, además de la certificación de oro en Estados Unidos. Para la promoción del disco realizó la gira The Avril Lavigne Tour. Dentro de las canciones se encuentra una colaboración con Marilyn Manson en la pista «Bad Girl». Dicho tema, recibió diversas opiniones de los críticos, algunos consideraron que era una desviación del trabajo anterior de Lavigne, mientras que algunos críticos felicitaron su energía, otros la consideraron una pesadilla repugnante. Jason Lipshut de Billboard, la catalogó como una «música rock, descuidada y embarrada, como debería ser", elogiando a los cantantes por convertir la canción en un «caos glorioso». Chuck Eddy de Rolling Stone lo consideró caricaturesco y carente de espíritu». mientras que The Denver Post lo calificó como uno de los "himnos pop" del álbum.

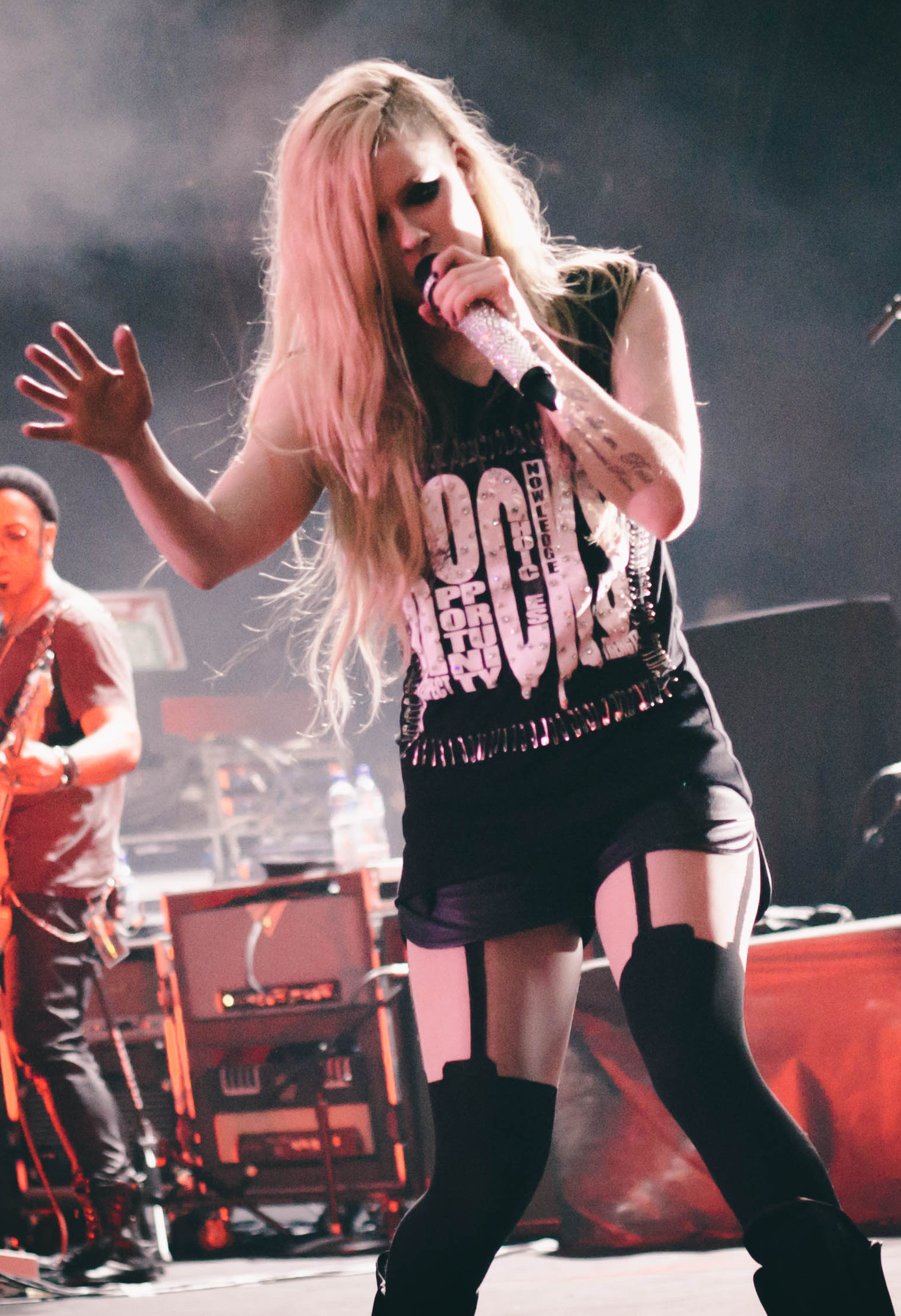
Lavigne durante una presentación en 2014.

El cuarto y último sencillo del materia, «Hello Kitty» se lanzó en abril de 2014. El vídeo musical provocó controversias debido a la descripción de la cultura japonesa en él. La cantante recibió opiniones generalizadas de los críticos occidentales, que comentaron que tenía matices racistas. A mediados de 2014, Lavigne fue telonera de la banda Backstreet Boys en la gira In a World Like This Tour y tocó en el festival de música Summer Sonic en Tokio, Japón.
Lanzó un vídeo musical para «Give You What You Like» el 10 de febrero de 2015, cuya pista forma parte de la banda sonora de la película de televisión Babysitter’s Black Book. En abril de 2015, Lavigne reveló en una entrevista para Billboard, que el 16 de abril lanzaría su nuevo sencillo titulado "Fly", para las Olimpiadas especiales de verano de 2015, y tiene como proyecto grabar un álbum de navideño. En agosto de 2015, The Hollywood Reporter anunció que Lavigne se unió al elenco principal de la película infantil, Charming de Vanguard Animation, junto a Demi Lovato, Ashley Tisdale, G.E.M., Wilmer Valderrama y Sia, donde prestara su voz para el personaje de Blancanieves y también que participaría de la banda sonora de dicha película. En diciembre de 2015, Lavigne colaboró con el cantante Nick Carter, ex Backstreet Boys, con el tema «Get Over Me» perteneciente al álbum All American lanzado el 25 de noviembre de 2015, bajo el género punk.

### 2015-2017: Descanso y lucha contra la Enfermedad de Lyme
En 2014, Avril fue diagnosticada con la Enfermedad de Lyme. Llegó a un punto en el que pensó que se estaba muriendo. Finalmente se recuperó y en 2016 reapareció en un acto público. Desde 2015 hasta 2017, Avril no grabó material nuevo. Pero su experiencia con la Enfermedad de Lyme la animó a componer nuevo material y publicar un disco diferente.

### 2017-2020:Head Above Water
En 2017, Avril empezó a componer canciones para un disco en el que se sumergiría en el Adult Contemporary y dejaría atrás el skate punk. En febrero de 2018, asistió a Women In Harmony, una cena organizada por Bebe Rexha que reunió a diversas mujeres de la industria musical.
En 2018 Avril grabó Head Above Water, y el primer sencillo, llamado también «Head Above Water», se estrenó el 19 de septiembre de 2018 a través de BMG Rights Management. Interpretó públicamente la canción por primera vez en el festival Jimmy Kimmel Live! el 12 de septiembre de 2018, transmitido por televisión el 26 de septiembre de 2018. El 15 de octubre participó en Honda Stage donde presentó la canción en directo nuevamente junto a «Girlfriend» y una próxima canción del álbum «Dumb Blonde». El 19 de noviembre, Lavigne interpretó «Head Above Water» en el episodio final de Dancing With The Stars. El 7 de diciembre, la cantante anunció que el próximo álbum se llamaría del álbum Head Above Water, además de revelar su lista de canciones. Lavigne también dio a conocer la portada, la cual la muestra desnuda sentada en un charco de agua sosteniendo una guitarra cerca de su cuerpo. Antes del lanzamiento, la cantante estrenó el 12 de diciembre de 2018 el tema «Tell Me It's Over» junto al pedido anticipado del álbum.

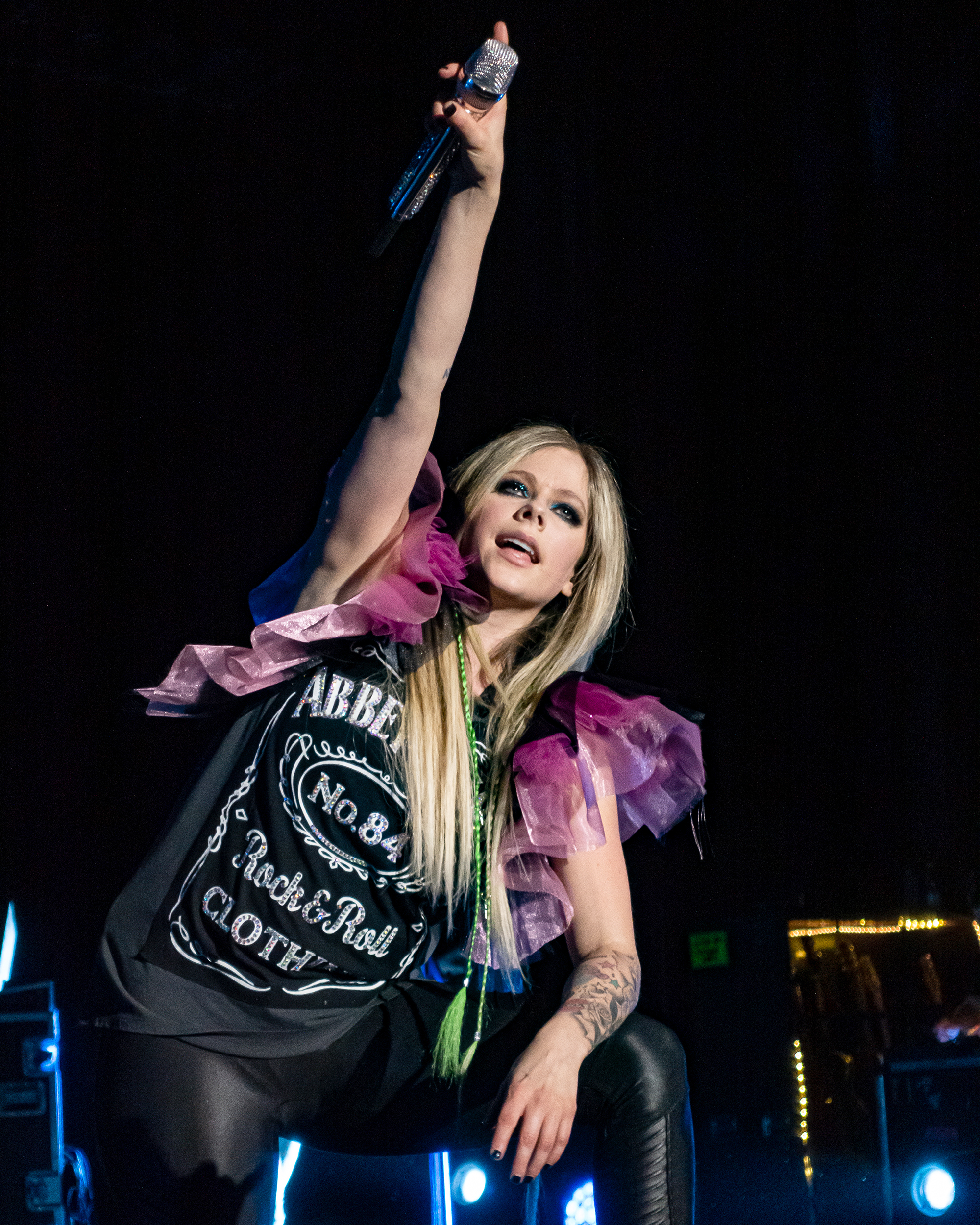
Lavigne presentando en Los Ángeles en 2019.

El 7 de febrero de 2019, la lista de canciones del álbum en Amazon se actualizó, confirmando que una de las canciones cuenta con la rapera Nicki Minaj. El 12 de febrero de 2019, estrenó la pista «Dumb Blonde» junto a Minaj. La portada oficial, que muestra a Lavigne chupando una paleta, representa el estereotipo de una "rubia tonta". La canción se incluyó en la banda sonora de The Hustle siendo agregada oficialmente en el segundo tráiler de la película. El sexto álbum de estudio Head Above Water, se estrenó el 15 de febrero de 2019 a través de BMG. El 21 de marzo de 2019, participó junto a los cantantes Luis Fonsi, Hussain Al Jassmi, Assala, y Tamer Hosny en la inauguración de los Juegos Olímpicos Especiales Abu Dhabi con canción «Right Where I Supposed To Be». Para la promoción del álbum, la cantante dio a conocer las primeras fechas de su próxima gira Head Above Water Tour a través de sus redes sociales el día 24 de junio de 2019. La gira será la primera de Lavigne después después de cinco años sin realizar conciertos, a causa de la enfermedad de Lyme y su posterior tiempo de recuperación. Es por ello, que partes de las ganancias de los conciertos fueron donadas para su fundación The Avril Lavigne Foundation, la cual apoya a las personas que sufren dicha enfermedad u otro tipos enfermedades graves.
El 28 de junio de 2019, lanzó la pista «I Fell in Love with the Devil». Durante ese mismo mes, compartió fotos de la filmación del vídeo para divulgar la canción, acto que más tarde causó controversia. La canadiense fue acusada de ser antirreligiosa al usar imágenes cristianas para promover el tema. Interpretó la canción en The Late Late Show con James Corden el día 30 de abril de 2019. El 26 de octubre de 2019, participó en la fiesta anual de Halloween celebrada por Halsey, donde cantó por primera vez con la estadounidense la pista «Girlfriend».
En abril de 2020, Lavigne anunció un próximo proyecto en relación con la pandemia de coronavirus 2019-20, con el fin de recaudar dinero para Project HOPE, una organización que «mantiene seguros al personal médico en todo el mundo». El 21 de abril a través de sus redes sociales, anunció que lanzaría el tema «We Are Warriors» como sencillo el 24 de abril de 2020. La pista es una nueva grabación de la canción final (originalmente titulada «Warrior») de su sexto álbum de estudio Head Above Water (2019). En su anunció comentó que el tema iba dedicado a «los trabajadores del hospital y supermercados, empleados, policías y bomberos, en general, a todos los que se han visto sacudidos en su mundo».

### 2020-2022:Love Suxy vuelta a los orígenes

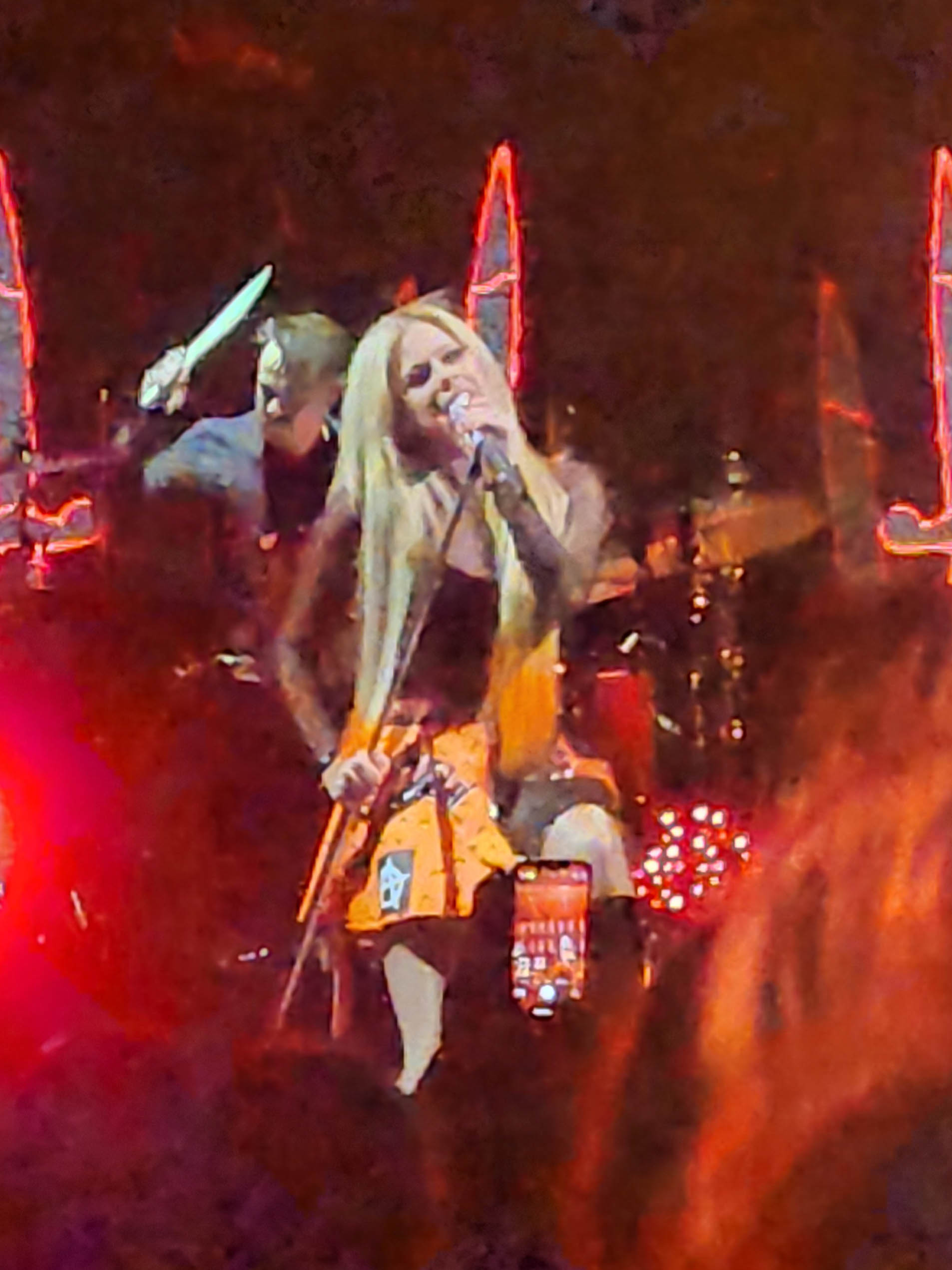
Avril Lavigne en 2022

En una entrevista de mayo de 2020 con la revista American Songwriter, mencionó que le gustaría «lanzar algo de música en 2021 y que ha comenzado a trabajar en nuevo material, que podría ser la base de su próximo álbum». En diciembre de 2020, Lavigne confirmó que estaba grabando nueva música con los productores John Feldmann, Mod Sun, Travis Barker y Machine Gun Kelly. A principios de 2021, se anunció «Flames» una colaboración entre Mod Sun y Lavigne. El 3 de noviembre, anunció que había firmado con el sello de Barker, DTA Records y dos días después lanzó el primer sencillo de su séptimo álbum de estudio «Bite Me». En el mismo mes, Lavigne confirmó a través de las redes sociales más música nueva para la primera mitad de 2021, luego confirmó que se había completado la grabación del álbum. El 16 de julio, Willow Smith lanzó su cuarto álbum de estudio, titulado Lately I Feel Everything, con una de las pistas, «Grow», con Avril Lavigne y Travis Barker.
Después de informar que el 3 de noviembre de 2021 había firmado con la discográfica DTA Records de Barker, Lavigne anunció su nuevo sencillo titulado «Bite Me», que fue lanzado el 10 de noviembre. El 13 de enero de 2022, Lavigne comunicó que lanzaría su séptimo álbum de estudio, Love Sux. El segundo sencillo del disco, «Love It When You Hate Me», fue lanzado el 14 de enero y contó con la colaboración del cantante estadounidense Blackbear. El álbum fue lanzado posteriormente el 25 de febrero. Love Sux debutó en el puesto número nueve en la lista Billboard 200, y en el número tres de la lista Billboard Canadian Albums.

### 2023-presente:Greatest Hitsy nueva gira
Desde agosto de 2022, Avril anunció su vuelta a los estudios para grabar un nuevo disco. El 10 de mayo de 2024, anunció sus planes de lanzar un álbum de grandes éxitos. Greatest Hits fue publicado el 21 de junio. El álbum incluye 20 canciones que abarcan la carrera de Lavigne e incluye contribuciones de Yungblud, Machine Gun Kelly y Blackbear. El álbum estuvo destinado a acompañar su octava gira de conciertos, Greatest Hits Tour, que comenzó el 22 de mayo de 2024 en Vancouver y concluirá el 29 de junio de 2025 en Oro-Medonte, Canadá.
El 9 de mayo de 2025, Lavione participó en el nuevo sencillo con la banda canadiense Simple Plan, "Young & Dumb". Simple Plan y Lavigne ya habían estado de gira juntos en la primera gira de Lavigne, Try To Shut Me Up Tour, desde 2002 hasta su conclusión en 2003, la cual inspiró la canción.

## Estilo musical y composición
Lavigne es calificada como voz mezzosoprano. Ha citado a Blink-182, The Ramones, The Distillers, Alanis Morissette, Metallica, Coldplay, Hole, Goo Goo Dolls, Sum 41, Green Day, System of a Down como sus influencias musicales. Debido a estas influencias y su imagen, los medios llegaron a definirla como una punk, algo que ella ha negado ser; llegando a declarar: "He sido etiquetada como ésta chica colérica, una rebelde... punk, y yo no soy nada de eso." Aun así a diferencia de negar su personalidad punk, ha declarado tener influencias musicales del punk rock en su música: "Me encanta escuchar mucha música punk rock, pueden notar ciertas influencias punk en mi música. Como una música agresiva mezclada más que todo con pop-rock que es lo que realmente hago."
Generalmente su música es clasificada como una mezcla de punk-pop, pop rock, rock alternativo, post-grunge, teen pop y rock influenciado por un sonido grungeto pop-rock.
Avril Lavigne ha sido tres veces acusada de plagio, los alegatos se refieren a las canciones: «Contagious», «Girlfriend» y «I Don't Have to Try».

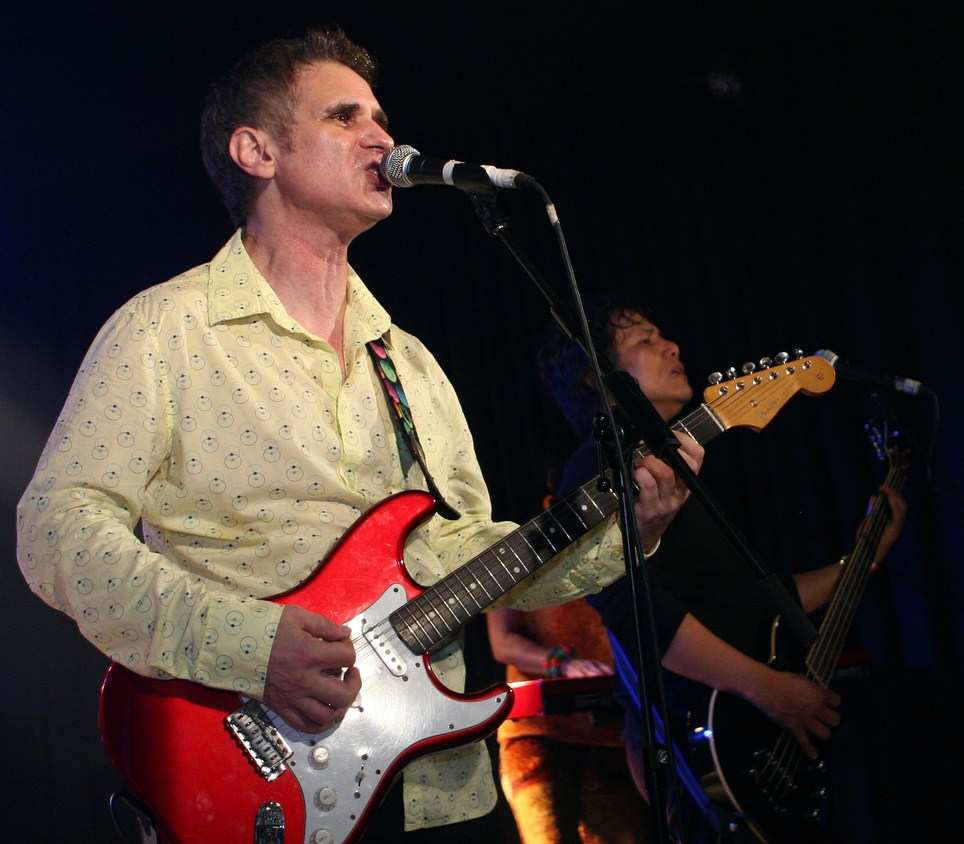
Los miembros de The Rubinoos acusaron a Lavigne de plagio.

En 2007, Lavigne fue acusada por el grupo The Rubinoos de plagiar parte de su canción «I Want To Be Your Boyfriend», publicada en 1979, para componer «Girlfriend», el primer sencillo del álbum The Best Damn Thing. Por este motivo, Tommy Dunbar y James Gangwer, autores del tema de The Rubinoos, presentaron una demanda contra la cantante.
Lavigne publicó en su blog: «Luke Gottwald y yo escribimos Girlfriend y no tiene ninguna similitud con esa canción de la que hablan. Su demanda se basa en la copia de cinco palabras», enfatizó.
Según Rubinoos, el verso «Hey hey, you, you, I could be your girlfriend», fue copiado de su canción («Hey hey, you you, I wanna be your boyfriend»). Terry McBride, representante de Lavigne, dijo que la cantante nunca había oído hablar de ese grupo, porque la canción fue escrita mucho antes de su nacimiento y había sido un éxito menor. McBride agregó que la frase «Hey you!» se utiliza en muchas canciones, y que The Rubinoos, a su vez, deberían ser acusados de robar la línea «Hey! You! Get off of my cloud» (de la canción «Get Off My Cloud») de los The Rolling Stones. Al final, las partes llegaron a un acuerdo y convinieron en que la misma línea es una expresión común que se encuentra en muchas canciones.

Bueno, no ganaron. (Risas) Pero sucede todo el tiempo en el mundo de la música. Yo no soy la primera artista y no seré la última que pasa por eso.

La cantante y compositora canadiense Chantal Kreviazuk, quien trabajó en la creación del álbum Under My Skin, durante el período 2003-2004, acusó a Lavigne de apoderarse de la autoría de la canción «Contagious», la cual fue incluida en el álbum The Best Damn Thing. Kreviazuk declaró que le había mostrado la canción a Lavigne y esta no le habría dado los créditos correspondientes, agregó que esta acción iba «más allá de los límites de la ética», y aunque no realizaría una demanda, tampoco cooperaría más con Avril Lavigne. En respuesta, dijo: «Escribí esta canción con Evan Taubenfeld y el título coincidió casualmente con una de las canciones escritas por Kreviazuk para Under My Skin, unos años atrás». La cantante consideró tomar acción legal contra Kreviazuk por sus declaraciones, pero esta se retractó y envió una carta de disculpas.
Después de lo sucedido con Kreviazuk, han surgido en Internet nuevos cargos, esta vez sobre la canción «I Don't Have to Try» y la melodía de la canción «I'm the Kinda» (2003) de la cantante Peaches. Según la revista Rolling Stone, los primeros veinte segundos de ambas canciones son prácticamente idénticos.

## Otros proyectos

### Filantropía
Avril colaboró con la fundación contra la Esclerosis Múltiple, que cada año reúne a famosos de todo el mundo en una gran gala benéfica. En mayo de 2009 promociona productos como la camiseta "Orange You Happy to Erase MS" y la pulsera "Orange You Lucky Peace & Love". El dinero recaudado se destina a la fundación.
En una presentación de la EXPO en Vancouver, Canadá, el 24 de abril de 2009, Avril fue declarada embajadora de Canadá en la Expo Mundial del 2010 en Shanghái, China, debido a su alta popularidad en ese país. Allí en el pabellón de más de 6000 metros cuadrados de Canadá (uno de los más grandes) realizará un concierto para el público de la EXPO. Para esta Exposición Mundial se ha adoptando el tema titulado: "Better City, Better Life" ("Mejor ciudad, mejor vida"). El objetivo de esta exposición es el de conseguir un mejor futuro para el mundo, por lo tanto estarán presentes más de 200 países y organizaciones mundiales.

Hola a todos,

El viernes estaba en Vancouver y fui honrada como Embajadora de Canadá para la Expo Mundial del 2010 en Shanghái, China. Es realmente emocionante ya que es la primera vez que China ha acogido la Exposición Mundial y el tema es "Mejor ciudad, mejor vida". Es genial que más de 200 países y organizaciones internacionales se reúnan en la Expo Mundial de Shanghái para crear un futuro mejor para el mundo. He hecho dos presentaciones en Shanghái. Es una gran ciudad y espero poder visitarla de nuevo el próximo año.
Avril Lavigne en su Web Oficial y en su MySpace.

A mediados del mes de septiembre de 2010, Avril dio a conocer en su web un proyecto en el que había estado trabajando seis meses: The Avril Lavigne Foundation R.O.C.K.S.: Respect, Opportunity, Choices, Knowledge, Strength. Así, la cantante se compromete a ayudar a niños y jóvenes con enfermedades graves y discapacitados, y pide la colaboración de todos.

### Productos

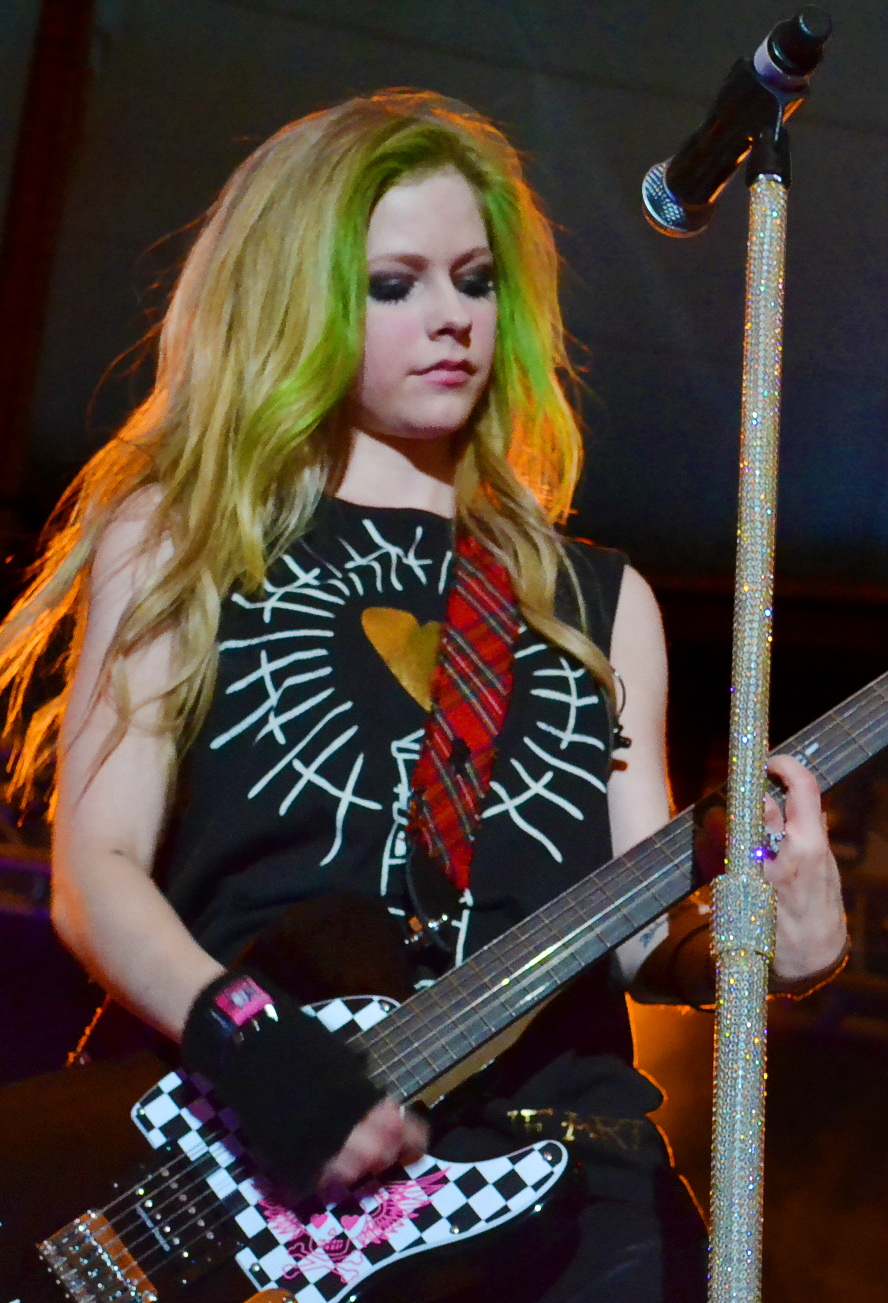
Lavigne tocando con una telecaster personalizada durante un concierto en 2011.

A principios de 2008, Avril lanzó su propia línea de guitarras fabricadas por Fender (Fender Avril Lavigne Telecaster). Es un modelo Telecaster con características peculiares como una pastilla tipo humbucker, herrajes cromados, entre otras características. En 2012 Avril Lavigne saca su segunda guitarra de la mano de Fender. Este modelo es completamente negro, y con una calavera en el puente.
En julio de 2008 se lanzó en Alhambra, Estados Unidos Abbey Dawn, una línea de ropa diseñada por Lavigne y producida por la cadena de tiendas Kohl's, la cual cuenta con más de mil puntos de ventas en todo el mundo. Lavigne comentó acerca de Abbey Dawn: «Mi música y mi ropa reflejan exactamente quién soy y estoy muy feliz de que ambas tengan éxito entre mis seguidores». El nombre de la línea de ropa es por el apodo que fue dado a Lavigne por su padre cuando era pequeña. Asimismo, lanzó en 2011 en Avril X Lotto Collection, una colección de la artista por la marca italiana Lotto.
Fragancias
Black Star es una fragancia lanzada por Lavigne y creada por Procter & Gamble. Está disponible en rosa hibisco, ciruela y chocolate en dosis de 15, 30, 50 y 100 ml. Fue puesta a la venta a partir de marzo de 2009 en Londres y la misma generó unas ganancias que superaron los 50 millones de dólares. La fragancia se encuentra a la venta en Europa, Estados Unidos y Canadá. Además del perfume, tiene una línea de jabón, jabón líquido, crema hidratante, loción de afeitar y aceite de baño. Black Star fue nominada a los premios FiFi, ceremonia considerada en Norteamérica como el «Óscar de las fragancias», y compitió en la categoría de atractivo popular en las mujeres, junto a las fragancias de otras artistas como Halle Berry, Mariah Carey y Faith Hill. El evento fue organizado por The Fragrance Foundation en Nueva York y se realizó el 10 de junio de 2010, el ganador fue la fragancia Halle de Halle Berry.
Después de la aparición de Black Star, Lavigne lanzó en 2010 una segunda fragancia llamada Forbidden Rose. En una entrevista explicó que esta era diferente a la anterior porque «es una extensión de Black Star, para atreverse a descubrir y expandir los límites» y agregó que es difícil colocar un producto en el mercado, incluso una fragancia.
Wild Rose, la tercera fragancia de Lavigne, fue lanzada el 15 de agosto de 2011, bajo la licencia de Procter & Gamble.

## Imagen pública
Cuando salió a la venta su primer disco, Avril era conocida como una chica rebelde con un estilo «punk» y «skater»,
particularmente por su combinación de corbata y camiseta sin mangas. Pero en noviembre de 2002, dejó de usarlas debido a que se sentía como si estuviera «usando un disfraz», y porque además, las corbatas se convirtieron en un símbolo de la moda por aquella época, hecho que la molestó. Avril prefería usar ropa holgada, zapatillas de skater o Converse, pulseras y a veces pasadores enrollados en los dedos. Durante las sesiones fotográficas, en lugar de usar joyas y brillantes, prefería ponerse ropa antigua y arrugada.
En respuesta a su estilo, los medios de comunicación la comenzaron a llamar «princesa del pop-punk»
 y tanto la prensa como sus fanáticos la consideraron «La anti-Britney». Esto debido en gran parte, a su imagen real y menos comercial: «No fui fabricada y no necesito que me digan qué decir o cómo actuar, entonces tienen que llamarme Anti-Britney, lo cual no soy.» Lavigne hizo un esfuerzo consciente para mantener su música, y no su imagen, como enfoque primordial de su carrera. «Sólo digo que no quiero vender sexo. Siento que es tonto y bajo. Tengo mucho más que decir.» «Debo luchar para mantener una imagen realmente mía... Rechazo algunas sesiones de publicidad glamorosa porque ésta no luce como yo. No voy a usar ropa reveladora que muestre mi trasero, mi vientre o mis senos. Aunque tengo un gran cuerpo». comentó Lavigne para MTV.
Mientras trabajaba en su segundo álbum, Under My Skin, Lavigne adoptó un estilo más dark y grunge y finalmente asumió un estilo más gótico/punk. Obtenida una imagen marcada por la angustia, tomó las calaveras como símbolo personal, e incursionó en el uso de las botas, tutús y corsés. Toda la ropa durante esta era fue principalmente negra y con algo de rojo. Durante los años de The Best Damn Thing, Lavigne cambió de dirección, y adoptó una imagen más femenina que durante los álbumes anteriores. Se tiñó el pelo de rubio con un mechón rosado y pasó a utilizar faldas, vaqueros ceñidos y zapatos de tacón alto, mostrando una gran identificación con el color rosa, al mismo tiempo que demostraba un lado alegre y divertido dentro de un estilo más femenino pop punk. Lavigne defendió su nuevo estilo, diciendo: «No me arrepiento de nada. Ahora estoy mayor y debo seguir adelante.»
En 2010, empezó a alimentarse de manera más saludable y a participar de actividades deportivas como fútbol, patinaje, yoga, hockey de calle, snowboard y surf. En una entrevista para la revista StyleList, Lavigne dijo que ha evolucionado mucho en comparación a cuando tenía 17 años. Al año siguiente, con la salida de su cuarto álbum Goodbye Lullaby, Lavigne optó por el color verde para representar la era, el cual también tiñó en su cabello. Actualmente, continúa utilizando el delineador de ojos, lo que hace desde mucho antes de lanzar su primer álbum de estudio. «He cambiado mi forma de vestirme, algo que es normal hacer. Pero miro hacia atrás, veo todas las fotos y todas esas cosas extrañas que llevaba. Y fue bonito vestir pantalón de skater y corbata, en ese momento». declaró la cantante en una entrevista para la revista StyleList.

### Tatuajes

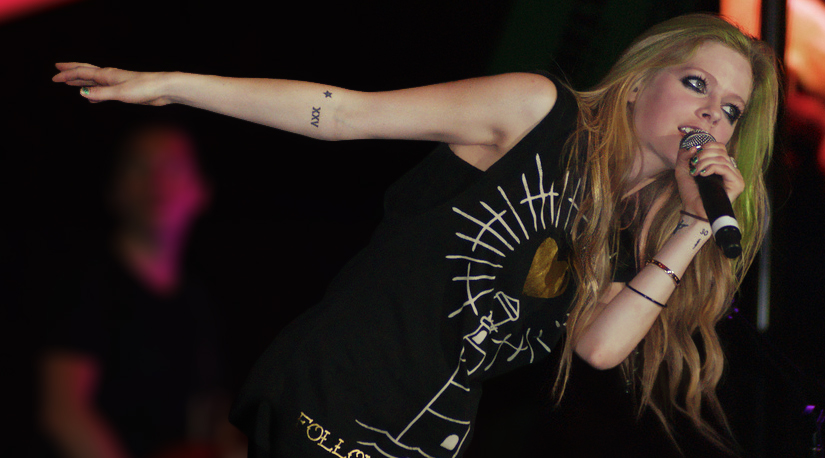
Lavigne mostrando un tatuaje en su brazo derecho.

Solo algunos de los tatuajes de Lavigne son exclusivos, el resto son imágenes compartidas con sus amigos. Lavigne tenía una estrella tatuada en el interior de su muñeca izquierda, la cual combinaba con el estilo utilizado para la ilustración de su álbum Let Go.
A finales de 2004, tenía un pequeño corazón de color rosa alrededor de la letra «D» en su muñeca derecha, la cual representaba a su novio de ese tiempo, Deryck Whibley. En marzo de 2010, después de su divorcio y manteniendo la amistad, ambos volvieron a hacerse tatuajes pares para celebrar el cumpleaños número 30 de Whibley. En abril, Lavigne agregó otro tatuaje en su muñeca, el de un rayo y el número 30, mientras su exnovio, Brody Jenner, se tatuó un rayo debajo de la oreja. «Las cosas son siempre producto del momento. Todos mis tatuajes los decido en el instante y los hago».
Su amor por los tatuajes, sin embargo, llamó la atención de los medios en mayo de 2010, después de que Lavigne y Jenner se tatuaran la palabra «fuck» —en español: «joder»— en sus costillas. Lavigne apareció en la portada de junio de la revista Inked, donde dio una entrevista y enseñó sus tatuajes, incluyendo un «Abbey Dawn» en su antebrazo izquierdo, bajo este mismo un calavera con huesos cruzados que luego deicidio tapar con el tatuaje de un cupcake durante The Avril Lavigne Tour, así como un «XXV» y una estrella en el derecho. Confirmó el tatuaje de la palabra «fuck» y la llamó su palabra «favorita», después realizó una sesión de fotos para la revista.
También posee varias estrellas de distintos tamaños en distintas partes del cuerpo, un alfiler bajo la oreja izquierda y la frase «f-ck you» en el dedo medio de la mano derecha.
 Por otra parte, la cantante declaró para el sitio OMG Music que le gusta ver a un fan con un tatuaje suyo, principalmente si se trata de una canción o su rostro.

## Vida personal
En el álbum Under My Skin dedica la canción «Slipped Away» a su abuelo, la cual trata de la difícil situación que pasó cuando él murió. En 2005 y durante The Bonez Tour cerró el concierto en Budokan tocando dicha canción acompañada de un piano, el concierto luego sería lanzado en formato DVD en Japón.

### Relaciones
Lavigne comenzó a salir con el millonario Phillip Sarofim en 2018. Rompió con él en 2019. La revista People informó que había comenzado a salir con el músico Pete Jonas en 2020.

#### Deryck Whibley

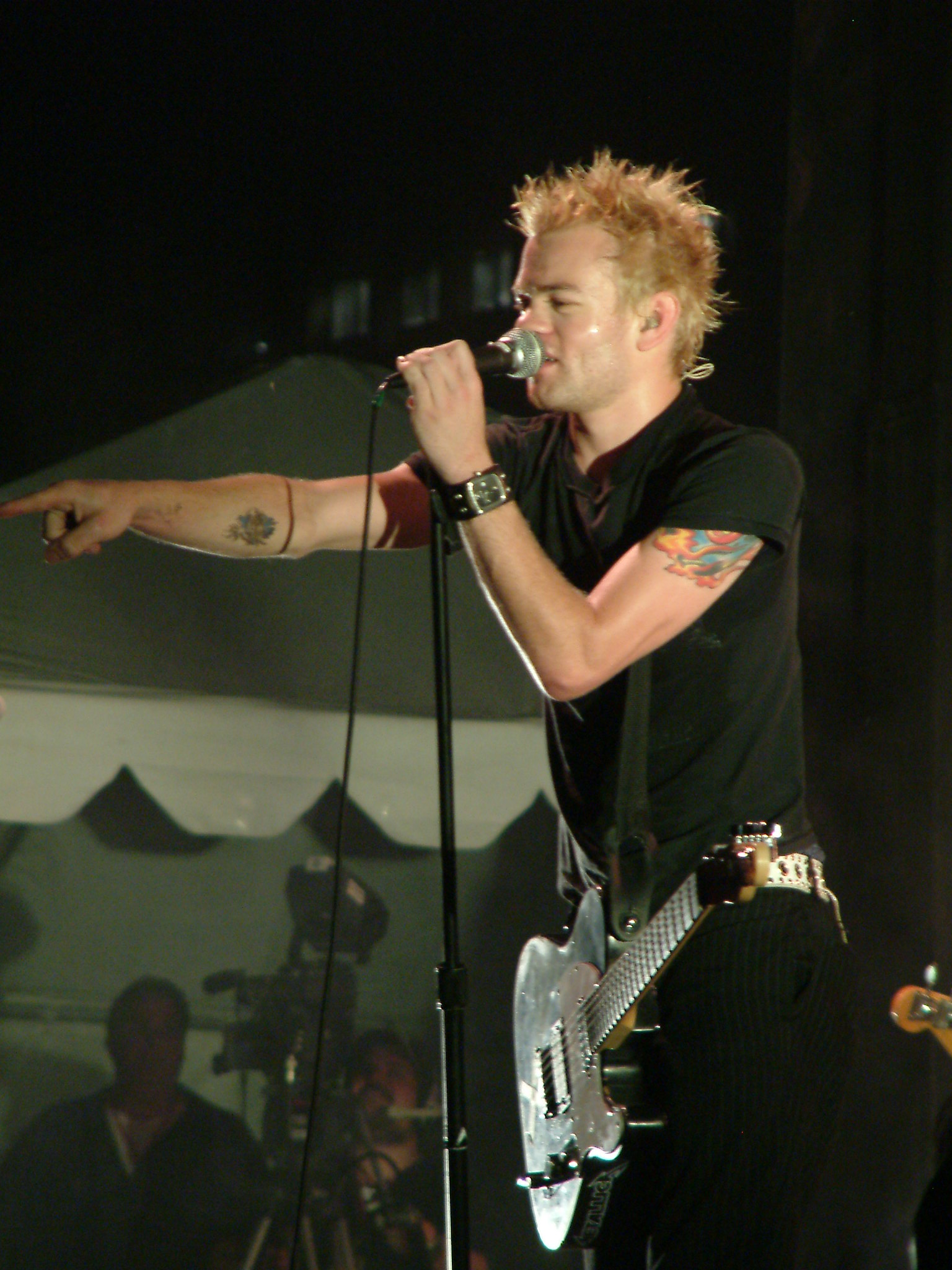
Deryck Whibley con Sum 41 en el festival Ottawa Bluesfest. Aquí en 2003.

Lavigne y Deryck Whibley, cantante y guitarrista principal de la banda Sum 41, comenzaron a salir cuando ella tenía 19 años de edad, después de haber sido amigos desde que tenía 17 años. Solo unas semanas antes de que empezaran la relación, Lavigne admitió que no estaba saliendo con chicos porque sus guardaespaldas los espantaban. Dieron a conocer su noviazgo en febrero de 2004. En junio de 2005, Whibley la sorprendió con un viaje a Venecia, incluyendo un paseo en góndola y un pícnic romántico. El 27 de junio le propuso matrimonio y finalmente se comprometieron.
Al principio ella quería tener una «boda gótica-rockera», pero admitió haber tenido dudas acerca de ir contra la tradición. «He estado soñando con el día de mi boda desde que era niña. Tengo que usar vestido blanco... La gente pensaba que iba a usar vestido de novia negro, y quería. Pero al mismo tiempo, estaba pensando en las fotos de la boda y deseaba guardar el estilo. No quiero estar pensando 20 años después, ¡Oh!, ¿por qué llevé el pelo así?.»
La boda se celebró el 15 de julio de 2006 mediante rito católico a las cinco de la tarde. Cerca de 110 invitados asistieron a la boda, que se llevó a cabo en una finca privada en Montecito, California, a unos kilómetros de Los Ángeles. Lavigne, con un vestido diseñado por Vera Wang, caminó por el pasillo con su padre, Jean-Claude, bajo la «Marcha nupcial» de Mendelssohn. Lavigne eligió para la decoración un tema de colores rojo y blanco, incluyendo pétalos de rosa roja y centros de mesa con flores de distintos colores. La boda incluyó cócteles durante una hora antes de la recepción y una cena. La canción «Iris» de los Goo Goo Dolls se tocó durante el primer baile de Lavigne y Whibley. En el mismo mes del matrimonio, la cantante empezó con la parte de su gira europea de The Bonez Tour. Para esa época, Lavigne y Whibley vendieron sus casas en Toronto para mudarse a una mansión en Bel Air —una zona exclusiva de Los Ángeles—, valorada en $ 9,5 millones. De acuerdo con Reuters, la mansión que compraron incluye un ascensor, sauna y un garaje para diez automóviles.
Siete meses después de su matrimonio, Lavigne dijo que era «la mejor cosa que le ha podido pasar», y sugirió que había ayudado a Whibley a alejarse de las drogas desde que habían comenzado a salir. «Él no se droga. Es evidente que solía hacerlo, porque él hablaba de ello, pero no me gustaría estar con alguien que lo haga, y eso lo dejé muy claro cuando empezamos a salir. Yo nunca he usado cocaína en mi vida y estoy orgullosa de ello. Estoy 100 por ciento contra las drogas.»
A principios de octubre de 2008, el tabloide National Enquirer publicó que el matrimonio se había separado, solo 2 años después, porque Whibley prefería disfrutar de los millones de su esposa en vez de trabajar. Sin embargo, Lavigne negó los rumores de separación. Durante el mismo año, la pareja ganó entre ambos más de $18 millones, colocándose en la 14.ª posición entre las celebridades más rentables de 2008, con alrededor de $15 millones generados solo por Lavigne. En 2008, hubo rumores sobre un supuesto embarazo, pero esta información también fue negada por Lavigne. Sin embargo, en otras oportunidades la cantante ha manifestado su anhelo de «quedar embarazada antes de los 30 años.»
El 17 de septiembre de 2009, Whibley y Lavigne anunciaron en sus respectivas webs que se habían separado y que pronto seguirían los trámites de divorcio. El matrimonio duró poco más de 3 años, sin embargo, se separaron en buenos términos, declarando ambos que mantendrían la amistad y el respetuo mutuo. El 9 de octubre de 2009, Lavigne pidió legalmente el divorcio arguyendo «diferencias irreconciliables» y lo acompañó con una solicitud de que no fuese concedida una pensión a su exesposo, sin embargo dijo: «Estoy agradecida por nuestro tiempo juntos, y agradecida y bendecida por mantener nuestra amistad.» Después del pedido de Lavigne, Whibley abandonó su casa de Los Ángeles. Según el tabloide británico The Sun, los motivos ulteriores fueron que «la canadiense era demasiado joven para casarse en esa época y quería "explorar el mundo" sin el cantante». Ese mismo mes, siguiendo el acuerdo de separación de bienes, Lavigne dejó la mansión a su exesposo. El divorcio se hizo oficial el 16 de noviembre de 2010.

#### Chad Kroeger

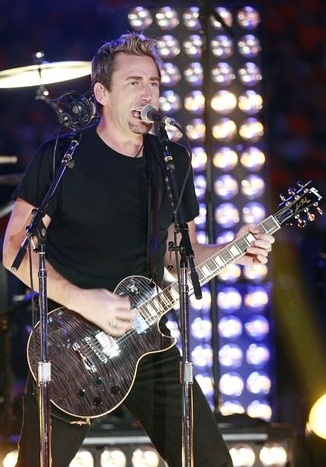
Chad Kroeger actuando con Nickelback en un concierto en Rusia. Aquí en 2011.

En julio de 2012, Avril empezó a salir con Chad Kroeger, cantante y guitarrista de la banda de rock alternativo canadiense Nickelback. La relación floreció cuando se juntaron para coescribir una canción para el quinto álbum de Lavigne. Después de un mes de noviazgo, Lavigne y Kroeger anunciaron su compromiso en agosto de 2012 y finalmente, el 1 de julio de 2013, ambos contrajeron matrimonio en un castillo de Cannes (Francia), el castillo se llama Chateau la Napoule.
El 2 de septiembre de 2015 Avril Lavigne y Chad Kroeger anunciaron su separación tras dos años de matrimonio, aunque insisten en que siguen siendo "buenos amigos". El anuncio ha llegado a través de un comunicado publicado en la cuenta de Instagram de la canadiense: "Es muy duro anunciar hoy que Chad y yo nos separamos. Hemos vivido momentos inolvidables. No solo a través del matrimonio, sino también a través de la música. Seguimos siendo, y siempre lo seremos, muy buenos amigos y siempre cuidaremos del otro. A toda nuestra familia, amigos y fanes, gracias por vuestro apoyo". Junto al texto, la cantante ha compartido una imagen del enlace de ambos en la que aparecen muy sonrientes.

#### Mod Sun
Lavigne comenzó a salir con Mod Sun cerca de marzo de 2021. En abril de 2022, anunció su compromiso con él a través de sus cuentas sociales. En febrero de 2023, su representante confirmó la cancelación de su compromiso matrimonial y el final de su relación sentimental con Mod Sun. En el evento de moda Paris Fashion Week se confirmó su nueva relación con el rapero Tyga, con el que fue vista en actitud cariñosa en el restaurante Nobu LA antes de la ruptura.

### Salud
En abril de 2015, Lavigne reveló a la revista People que le habían diagnosticado la enfermedad de Lyme después de cumplir 30 años en 2014. En una entrevista con Billboard ese mismo mes, Lavigne dijo que estaba en proceso de recuperación y que quería aumentar la conciencia sobre la enfermedad.
Lavigne ha sido referida como vegana o vegetariana.
Avril Lavigne tiene trastorno por déficit de atención con hiperactividad (TDAH), por lo que ha estado medicada desde su infancia. Ella afirma que su canción "Anything But Ordinary" fue inspirada por su TDAH.

### Nacionalidad francesa
El padre de Lavigne nació en Francia, y por ius sanguinis, solicitó un pasaporte francés, que recibió en febrero de 2011. En enero de 2012, Lavigne vendió su casa en Bel-Air (en venta desde mayo de 2011) y se mudó a París para estudiar francés. Alquiló un apartamento y asistió a una escuela Berlitz.

## Estrella en el paseo de la fama
El miércoles 31 de agosto de 2022 Avril fue condecorada con una estrella en el paseo de la fama en Hollywood.
"Es uno de los días más felices de mi vida. Esto es una locura porque aún me acuerdo cuando paseaba por aquí, veía los nombres de estas leyendas y pensaba que el mío nunca estaría", expresó la artista tras el reconocimiento.

## Discografía
| Álbumes de estudio - 2002: Let Go - 2004: Under My Skin - 2007: The Best Damn Thing - 2011: Goodbye Lullaby - 2013: Avril Lavigne - 2019: Head Above Water - 2022: Love Sux | EP - 2003: Angus Drive EP - 2003: Avril Lavigne: My World - 2003: Try to Shut Me Up - 2004: Avril Live Acoustic - 2007: Walmart Soundcheck - 2008: Control Room - 2022: Spotify Singles | Compilaciones - 2001: B-Sides - 2010: Essential Mixes - 2024: Greatest Hits |

## Filmografía
| Año  | Título                        | Personaje     | Notas                               |
| ---- | ----------------------------- | ------------- | ----------------------------------- |
| 2002 | Sabrina, la bruja adolescente | Ella misma    | Cameo, interpretando "Sk8er Boi".   |
| 2004 | Going the Distance            | Ella misma    | Cameo, interpretando "Losing Grip". |
| 2004 | Mighty Moshin' Emo Rangers    | Ella misma    | Controlada por EE                   |
| 2006 | Fast Food Nation              | Alice         | Activista de secundaria.            |
| 2006 | Vecinos invasores             | Heather       | Solo voz.                           |
| 2007 | El caso Wells                 | Beatrice Bell | Novia del sospechoso.               |
| 2009 | American Idol                 | Ella misma    | Jueza invitada (Audiciones en L.A.) |
| 2011 | Majors & Minors               | Ella misma    | Mentora invitada.                   |
| 2016 | Charming                      | Blancanieves  | Voz                                 |
| 2022 | Good Mourning                 | Sí misma      |                                     |

## Banda de apoyo
Lavigne interpreta sus canciones con una banda de apoyo, la cual normalmente no es reconocida y solo aparece en algunos vídeos. En 2002, el bajista Mark Spicoluk fue el primero en irse con la intención de concentrarse en su grupo «Closet Monster», junto con su sello Underground Operations. El miembro que permaneció por más tiempo durante los dos primeros discos de Lavigne fue Matt Brann.
Evan Taubenfeld, quien tuvo más participación dentro de la banda, ha coproducido y coescrito algunas canciones con Lavigne como «Don't Tell Me» y «Take Me Away» (2004), incluidas en Under My Skin, así como cuatro temas de The Best Damn Thing (2007): «Hot», «Innocence», «One of Those Girls» y «Contagious». Taubenfeld se retiró en 2004 para formar su propia banda The Black List Club. Adicionalmente, siguió colaborando con Lavigne en las canciones «Everybody Hurts» y «Push» como escritor incluidos en el álbum Goodbye Lullaby (2011). Ese mismo año, Taubenfeld y Lavigne hacen un dueto llamado «Best Years Of Our Lives». Pese a no formar parte desde el 2004 en la banda, ha sido invitado a participar en los vídeos musicales de «Girlfriend» y «What The Hell», además de ser invitado en algunos conciertos de la gira The Black Star Tour (2011).
En 2013, Jim McGorman y Steve Fekete, abandonan la banda para unirse al equipo de Cassadee Pope.
Matt Lavigne, el hermano de la cantante ha participado en vídeos como «Girlfriend» y en algunos conciertos de la cantante como parte de la banda.
| Integrantes actuales - Steve Ferlazzo - teclados, coros (2007-presente) - Dan Ellis - primera guitarra, coros (2013-presente) - David Immerman - guitarra rítmica, coros (2013-presente) - Chris Reeve - batería, percusión (2019-presente) - Matt Reilly - bajo, coros (2019-presente) | Integrantes anteriores - Jesse Colburn - guitarra rítmica (2002-enero de 2004) - Evan Taubenfeld - primera guitarra, coros (2002-septiembre de 2004) - Craig Wood - guitarra rítmica, coros (2004-enero de 2007) - Matthew Brann- batería, percusión, coros (2002-febrero de 2007) - Charlie Moniz - bajo (2002-febrero de 2007) - Florencia fleischmann - guitarra (2004-2008) - Lindsey Blaufarb - coros, bailarina (2007-octubre de 2008) - Sofia Toufa - coros, bailarina (2007-octubre de 2008) - Sofia Silberberg - coros, bailarina (2007-2013) - Jim McGorman - guitarra rítmica, coros (2007-2013) - Steve Fekete - primera guitarra, coros (2008-2013) - Al Berry - bajo, coros (2007-2019) - Rodney Howard - batería, percusión, coros (2007-2019) |

## Giras musicales
- Try to Shut Me Up Tour (2002-2003)
- Bonez Tour (2004-2005)
- The Best Damn Tour (2007-2008)
- The Black Star Tour (2011-2012)
- The Avril Lavigne Tour (2013-2014)
- Head Above Water Tour (2019-2020)
- Love Sux Tour (2022-2023)
- Greatest Hits Tour (2024-presente)